# Emily Batty
Emily Batty (ur. 16 czerwca 1988 w Oshawa) – kanadyjska kolarka górska i przełajowa, brązowa medalistka mistrzostw świata.

## Kariera
Pierwszy sukces w karierze Emily Batty osiągnęła w 2007 roku, kiedy została mistrzynią kraju w kolarstwie górskim w kategorii U-23. Wynik ten powtórzyła w latach 2008 i 2010, a w 2011 roku została mistrzynią Kanady w kolarstwie przełajowym w kategorii elite. W 2012 brała udział w igrzyskach olimpijskich w Londynie, gdzie zajęła 24. miejsce. Kanadyjka startowała tam ze złamanym prawym obojczykiem. Kontuzji tej nabawiła się podczas zawodów Pucharu Świata w kolarstwie górskim w Val d’Isère, na około tydzień przed igrzyskami. Sześć miesięcy wcześniej, 17 marca 2012 roku w Pietermaritzburgu po raz pierwszy w karierze stanęła na podium zawodów tego cyklu. Zajęła wtedy drugie miejsce, przegrywając tylko z Polką Mają Włoszczowską. W 2016 roku wywalczyła brązowy medal w cross country podczas mistrzostw świata w Novym Měscie, ulegając tylko Annice Langvad z Danii i Lei Davison z USA.